# Chanteloup-les-Vignes
Chanteloup-les-Vignes è un comune francese di 9 569 abitanti situato nel dipartimento degli Yvelines nella regione dell'Île-de-France.
Il comune è noto in particolar modo per essere stato uno dei set principali del film francese L'odio.

## Società

### Evoluzione demografica
Abitanti censiti